# 徐振墉
徐振墉，原名振陵，浙江石門縣（今屬桐鄉市）人，清朝政治人物。同進士出身。

## 生平
徐振墉原名振陵，道光二十三年（1843年）癸卯科舉人，道光二十七年（1847年）中式丁未科張之萬榜三甲進士。分至戶部為學習主事，三年期滿成候補主事，後改任紹興府教授。